# Френк Вікофф
Френк Кліффорд Вікофф (англ. Frank Clifford Wykoff; нар. 29 жовтня 1909 — пом. 1 січня 1980) — американський легкоатлет, який спеціалізувався в бігу на короткі дистанції.

## Із життєпису
Триразовий олімпійський чемпіон в естафеті 4×100 метрів (1928, 1932, 1936).
Двічі був четвертим в олімпійських фіналах на стометрівці (1928, 1936).
Ексрекордсмен світу з бігу на 100 ярдів, а також у двох естафетних дисциплінах - 4×100 метрів і 4×110 ярдів (загалом 5 ратифікованих рекордів).
Чемпіон США у бігу на 100 метрів (1928) та 100 ярдів (1931).
Випускник Університета Південної Каліфорнії (1932).
По закінченні спортивної кар'єри багато років працював у шкільній системі округа Лос-Анджелес.

## Основні міжнародні виступи
| Рік  | Змагання         | Місто        | Місце | Дисципліна |
| ---- | ---------------- | ------------ | ----- | ---------- |
| 1928 | Олімпійські ігри | Амстердам    | 4     | 100 м      |
| 1928 | 1                | 4×100 м      |       |            |
| 1932 | Олімпійські ігри | Лос-Анджелес | 1     | 4×100 м    |
| 1936 | Олімпійські ігри | Берлін       | 4     | 100 м      |
| 1936 | 1                | 4×100 м      |       |            |

## Визнання
- Член Зали слави легкої атлетики США (1977)[2]

- Член Олімпійської зали слави США (1984)[3]